# Омофрон перевязанный
Омофрон перевязанный (лат. Omophron limbatum) — вид жуков-жужелиц из подсемейства Omophroninae. Небольшие насекомые длиной около 6 мм и шириной около 4 мм. Зелёный рисунок на переднеспинке и надкрыльях сильно изменчив. Распространены по всей территории Европы включая Скандинавию, в Закавказье, а также в Средней Азии и в Северной Африке (Тунис).